# Gimån; Uppströms Holmsjön
Gimån; Uppströms Holmsjön este o arie protejată (arie specială de conservare — SAC, sit de importanță comunitară — SCI) din Suedia întinsă pe o suprafață de 24.806,7 ha, integral pe uscat.

## Localizare
Centrul sitului Gimån; Uppströms Holmsjön este situat la coordonatele 62°51′53″N 15°11′28″E / 62.8647°N 15.1911°E.

## Înființare
Situl Gimån; Uppströms Holmsjön a fost declarat sit de importanță comunitară în ianuarie 2002 pentru a proteja 3 specii de animale. Situl a fost protejat și ca arie specială de conservare în martie 2011.

## Biodiversitate
Situată în ecoregiunea boreală, aria protejată conține 6 habitate naturale: Cursuri de apă de la nivel de câmpie la nivel montan, cu vegetație Ranunculion fluitantis și Callitricho-Batrachion, Mlaștini turboase de tranziție și turbării mișcătoare, Lacuri și iazuri distrofice naturale, Râuri naturale fino-scandinave, Ape puternic oligomezotrofe cu vegetație bentonică cu Chara spp., Ape stătătoare oligotrofe până la mezotrofe, cu vegetație de Littorelletea uniflorae și/sau de Isoëto-Nanojuncetea.
La baza desemnării sitului se află mai multe specii protejate:
- mamifere (1): vidră de râu (Lutra lutra)
- nevertebrate (1): Margaritifera margaritifera
- pești (1): zglăvoacă (Cottus gobio)